# Тарасенко, Иван Терентьевич
Иван Терентьевич Тарасенко (15 октября 1934, Кручик, Харьковская область — 11 апреля 2016, Багаевская, Ростовская область) — бригадир экскаваторной бригады разреза «Томусинский», Герой Социалистического Труда (1976).

## Биография
Родился 15 октября 1934 года в селе Кручик Богодуховского района Харьковской области.
В 1956 году, после службы в Советской армии, по комсомольской путёвке приехал в Междуреченск.
Сначала работал арматурщиком в Томском строительном управлении, после открытия разреза «Томусинский» перешёл на экскаватор. Когда прибыл шагающий экскаватор ЭШ-15/90, Ивана послали бригадиром на его монтаж.
В 1966 году за высокие показатели, достигнутые в труде, И. Т. Тарасенко награждён орденом Ленина.
Работая в уникально сложных горно-геологических условиях, бригада И. Т. Тарасенко перевыполняла планы, добиваясь лучших результатов. Бригадир показывал пример во всём: и в работе, и в учёбе. И его уважали за добросовестное и творческое отношение к труду, внимательное и чуткое — к людям.
За трудовые достижения в 1973 году Иван Терентьевич стал лауреатом премии Кузбасса, а 5 марта 1976 года удостоен звания Героя Социалистического Труда. И. Т. Тарасенко — делегат XXIII съезда КПСС.
До конца своих дней жил в станице Багаевская Ростовской области, где умер 11 апреля 2016 года.

## Награды
- Премия Кузбасса (1973);
- Орден Ленина (29 июня 1966);
- Медаль «Золотая Звезда» (5 марта 1976);
- Орден Ленина (5 марта 1976).